# Collegio elettorale di Venezia (Senato della Repubblica)
Il collegio di Venezia fu un collegio elettorale uninominale della Repubblica Italiana appartenente alla circoscrizione Veneto; fu utilizzato per eleggere un senatore della Repubblica dalla I alla XI legislatura.

## Storia
Il collegio venne creato nel 1948 secondo la legge n. 29 del 6 febbraio 1948 la quale, pur basandosi sull'impianto proporzionale in vigore per la Camera, rispetto a quest'ultima conteneva alcuni piccoli correttivi in senso maggioritario. Tale legge ebbe il suo definitivo perfezionamento col Testo Unico n. 361 del 1957. Differentemente dalla Camera, la legge elettorale del Senato si articolava su base regionale, seguendo il dettato costituzionale (art.57). Ogni Regione era suddivisa in tanti collegi uninominali quanti erano i seggi ad essa assegnati. All'interno di ciascun collegio, veniva eletto il candidato che avesse raggiunto il quorum del 65% delle preferenze: tale soglia, oggettivamente di difficilissimo conseguimento, tradiva l'impianto proporzionale su cui era concepito anche il sistema elettorale della Camera Alta. Qualora, come normalmente avveniva, nessun candidato avesse conseguito l'elezione, i voti di tutti i candidati venivano raggruppati in liste di partito a livello regionale, dove i seggi venivano allocati utilizzando il metodo D'Hondt delle maggiori medie statistiche e quindi, all'interno di ciascuna lista, venivano dichiarati eletti i candidati con le migliori percentuali di preferenza.
Il collegio di Venezia venne abrogato nel 1993, con la cosiddetta Legge Mattarella (Legge n. 276, Norme per l'elezione del Senato della Repubblica), attuata in seguito al referendum abrogativo del 1993. Con la legge Mattarella venne istituito per la Camera dei deputati e per il Senato della Repubblica un sistema di elezione misto, in parte maggioritario e in parte proporzionale. Il 75% dei parlamentari dell'assemblea veniva eletto in collegi uninominali tramite sistema maggioritario a turno unico; il restante 25% al Senato veniva eletto tramite recupero proporzionale dei più votati non eletti attraverso un meccanismo di calcolo denominato "scorporo", cioè sottraendo dal conteggio dei voti totali di una lista nella parte proporzionale i voti ottenuti dai candidati collegati alla medesima lista che erano eletti nei collegi uninominali con il sistema maggioritario.

### Territorio
Il collegio di Venezia era uno dei 19 collegi uninominali in cui era suddivisa il Veneto; comprendeva il comune di Venezia.

## Dati elettorali

### I legislatura
|                                                                                | Giovanni Ponti     | Democrazia Cristiana                             | 66 071  | 56,30 |  |  |  |  |  |
|                                                                                | Concetto Marchesi  | Fronte Democratico Popolare                      | 34 113  | 29,07 |  |  |  |  |  |
|                                                                                | Gino Luzzatto      | Unità Socialista - Partito Repubblicano Italiano | 12 587  | 10,73 |  |  |  |  |  |
|                                                                                | Ernesto Pietriboni | Blocco Nazionale                                 | 4 581   | 3,90  |  |  |  |  |  |
| Totale                                                                         | Totale             | Totale                                           | 117 352 | 100   |  |  |  |  |  |
|                                                                                |                    |                                                  |         |       |  |  |  |  |  |
| Voti non validi                                                                | Voti non validi    | Voti non validi                                  | 4 293   | 3,53  |  |  |  |  |  |
| Votanti                                                                        | Votanti            | Votanti                                          | 121 645 | 90,99 |  |  |  |  |  |
| Elettori                                                                       | Elettori           | Elettori                                         | 133 697 |       |  |  |  |  |  |
|                                                                                |                    |                                                  |         |       |  |  |  |  |  |
| Nota: quorum del 65% non raggiunto; ripartizione dei seggi a livello regionale |                    |                                                  |         |       |  |  |  |  |  |
| Data: 18 aprile 1948                                                           |                    |                                                  |         |       |  |  |  |  |  |
| Fonte: Ministero dell'interno                                                  |                    |                                                  |         |       |  |  |  |  |  |

### II legislatura
|                                                                                | Raffaele Tommasini    | Democrazia Cristiana                    | 54 146  | 45,14 |  |  |  |  |  |
|                                                                                | Concetto Marchesi     | Partito Comunista Italiano              | 24 593  | 20,50 |  |  |  |  |  |
|                                                                                | Giovanni Tonetti      | Partito Socialista Italiano             | 18 767  | 15,65 |  |  |  |  |  |
|                                                                                | Giovanni Marcello     | Movimento Sociale Italiano              | 9 454   | 7,88  |  |  |  |  |  |
|                                                                                | Pietro Monico         | Partito Socialista Democratico Italiano | 7 631   | 6,36  |  |  |  |  |  |
|                                                                                | Agostino Dal Bo Zanon | Unità Popolare                          | 2 308   | 1,92  |  |  |  |  |  |
|                                                                                | Antonio Bondi         | Partito Repubblicano Italiano           | 1 593   | 1,33  |  |  |  |  |  |
|                                                                                | Guido Tissi           | Alleanza Democratica Nazionale          | 1 463   | 1,22  |  |  |  |  |  |
| Totale                                                                         | Totale                | Totale                                  | 119 955 | 100   |  |  |  |  |  |
|                                                                                |                       |                                         |         |       |  |  |  |  |  |
| Voti non validi                                                                | Voti non validi       | Voti non validi                         | 5 384   | 4,30  |  |  |  |  |  |
| Votanti                                                                        | Votanti               | Votanti                                 | 125 339 | 91,59 |  |  |  |  |  |
| Elettori                                                                       | Elettori              | Elettori                                | 136 847 |       |  |  |  |  |  |
|                                                                                |                       |                                         |         |       |  |  |  |  |  |
| Nota: quorum del 65% non raggiunto; ripartizione dei seggi a livello regionale |                       |                                         |         |       |  |  |  |  |  |
| Data: 7 giugno 1953                                                            |                       |                                         |         |       |  |  |  |  |  |
| Fonte: Ministero dell'interno                                                  |                       |                                         |         |       |  |  |  |  |  |

### III legislatura
|                                                                                | Luigi Quintarelli                      | Democrazia Cristiana                    | 46 615  | 40,03 |  |  |  |  |  |
|                                                                                | Giovanni Battista Gianquinto ✔️ Eletto | Partito Comunista Italiano              | 23 492  | 20,17 |  |  |  |  |  |
|                                                                                | Agostino Dal Bo Zanon                  | Partito Socialista Italiano             | 21 122  | 18,14 |  |  |  |  |  |
|                                                                                | Vito Chiarelli                         | Partito Socialista Democratico Italiano | 7 837   | 6,73  |  |  |  |  |  |
|                                                                                | Lodovico Foscari Widmann Rezzonico     | PNM - MSI                               | 7 177   | 6,16  |  |  |  |  |  |
|                                                                                | Andrea Valmarana                       | Partito Liberale Italiano               | 5 293   | 4,55  |  |  |  |  |  |
|                                                                                | Guido Calogero                         | PRI - PR                                | 2 530   | 2,17  |  |  |  |  |  |
|                                                                                | Alessandro Toso                        | Partito Monarchico Popolare             | 2 384   | 2,05  |  |  |  |  |  |
| Totale                                                                         | Totale                                 | Totale                                  | 116 450 | 100   |  |  |  |  |  |
|                                                                                |                                        |                                         |         |       |  |  |  |  |  |
| Voti non validi                                                                | Voti non validi                        | Voti non validi                         | 4 326   | 3,58  |  |  |  |  |  |
| Votanti                                                                        | Votanti                                | Votanti                                 | 120 776 | 94,74 |  |  |  |  |  |
| Elettori                                                                       | Elettori                               | Elettori                                | 127 476 |       |  |  |  |  |  |
|                                                                                |                                        |                                         |         |       |  |  |  |  |  |
| Nota: quorum del 65% non raggiunto; ripartizione dei seggi a livello regionale |                                        |                                         |         |       |  |  |  |  |  |
| Data: 25 maggio 1958                                                           |                                        |                                         |         |       |  |  |  |  |  |
| Fonte: Ministero dell'interno                                                  |                                        |                                         |         |       |  |  |  |  |  |

### IV legislatura
|                                                                                | Vito Orcalli                           | Democrazia Cristiana                    | 36 434  | 34,11 |  |  |  |  |  |
|                                                                                | Giovanni Battista Gianquinto ✔️ Eletto | Partito Comunista Italiano              | 25 219  | 23,61 |  |  |  |  |  |
|                                                                                | A. Gasparini                           | Partito Socialista Italiano             | 18 386  | 17,21 |  |  |  |  |  |
|                                                                                | Michelangelo Pasquato ✔️ Eletto        | Partito Liberale Italiano               | 11 202  | 10,49 |  |  |  |  |  |
|                                                                                | Vito Chiarelli                         | Partito Socialista Democratico Italiano | 8 148   | 7,63  |  |  |  |  |  |
|                                                                                | Lodovico Foscari Widmann Rezzonico     | Movimento Sociale Italiano              | 6 347   | 5,94  |  |  |  |  |  |
|                                                                                | S. Bezzi                               | Partito Repubblicano Italiano           | 1 076   | 1,01  |  |  |  |  |  |
| Totale                                                                         | Totale                                 | Totale                                  | 106 812 | 100   |  |  |  |  |  |
|                                                                                |                                        |                                         |         |       |  |  |  |  |  |
| Voti non validi                                                                | Voti non validi                        | Voti non validi                         | 4 258   | 3,83  |  |  |  |  |  |
| Votanti                                                                        | Votanti                                | Votanti                                 | 111 070 | 95,37 |  |  |  |  |  |
| Elettori                                                                       | Elettori                               | Elettori                                | 116 463 |       |  |  |  |  |  |
|                                                                                |                                        |                                         |         |       |  |  |  |  |  |
| Nota: quorum del 65% non raggiunto; ripartizione dei seggi a livello regionale |                                        |                                         |         |       |  |  |  |  |  |
| Data: 28 aprile 1963                                                           |                                        |                                         |         |       |  |  |  |  |  |
| Fonte: Ministero dell'interno                                                  |                                        |                                         |         |       |  |  |  |  |  |

### V legislatura
|                                                                                | A. Barnabo                             | Democrazia Cristiana          | 36 458  | 36,31 |  |  |  |  |  |
|                                                                                | Giovanni Battista Gianquinto ✔️ Eletto | PCI - PSIUP                   | 30 250  | 30,12 |  |  |  |  |  |
|                                                                                | Armando Gavagnin                       | PSI-PSDI Unificati            | 17 133  | 17,06 |  |  |  |  |  |
|                                                                                | Augusto Premoli ✔️ Eletto              | Partito Liberale Italiano     | 10 014  | 9,97  |  |  |  |  |  |
|                                                                                | Lodovico Foscari Widmann Rezzonico     | MSI - PDIUM                   | 4 812   | 4,79  |  |  |  |  |  |
|                                                                                | P. Taddei                              | Partito Repubblicano Italiano | 1 753   | 1,75  |  |  |  |  |  |
| Totale                                                                         | Totale                                 | Totale                        | 100 420 | 100   |  |  |  |  |  |
|                                                                                |                                        |                               |         |       |  |  |  |  |  |
| Voti non validi                                                                | Voti non validi                        | Voti non validi               | 4 605   | 4,38  |  |  |  |  |  |
| Votanti                                                                        | Votanti                                | Votanti                       | 105 025 | 95,91 |  |  |  |  |  |
| Elettori                                                                       | Elettori                               | Elettori                      | 109 504 |       |  |  |  |  |  |
|                                                                                |                                        |                               |         |       |  |  |  |  |  |
| Nota: quorum del 65% non raggiunto; ripartizione dei seggi a livello regionale |                                        |                               |         |       |  |  |  |  |  |
| Data: 19 maggio 1968                                                           |                                        |                               |         |       |  |  |  |  |  |
| Fonte: Ministero dell'interno                                                  |                                        |                               |         |       |  |  |  |  |  |

### VI legislatura
|                                                                                | L. Mantovan               | Democrazia Cristiana                    | 34 268  | 35,39 |  |  |  |  |  |
|                                                                                | Giuseppe Samonà ✔️ Eletto | PCI - PSIUP                             | 27 398  | 28,30 |  |  |  |  |  |
|                                                                                | C. Lombroso               | Partito Socialista Italiano             | 10 670  | 11,02 |  |  |  |  |  |
|                                                                                | Giovanni Lanfrè ✔️ Eletto | Movimento Sociale Italiano              | 7 406   | 7,65  |  |  |  |  |  |
|                                                                                | Augusto Premoli ✔️ Eletto | Partito Liberale Italiano               | 7 165   | 7,40  |  |  |  |  |  |
|                                                                                | D. Dingo                  | Partito Socialista Democratico Italiano | 5 677   | 5,86  |  |  |  |  |  |
|                                                                                | Antonio Casellati         | Partito Repubblicano Italiano           | 4 243   | 4,38  |  |  |  |  |  |
| Totale                                                                         | Totale                    | Totale                                  | 96 827  | 100   |  |  |  |  |  |
|                                                                                |                           |                                         |         |       |  |  |  |  |  |
| Voti non validi                                                                | Voti non validi           | Voti non validi                         | 3 612   | 3,60  |  |  |  |  |  |
| Votanti                                                                        | Votanti                   | Votanti                                 | 100 439 | 96,21 |  |  |  |  |  |
| Elettori                                                                       | Elettori                  | Elettori                                | 104 392 |       |  |  |  |  |  |
|                                                                                |                           |                                         |         |       |  |  |  |  |  |
| Nota: quorum del 65% non raggiunto; ripartizione dei seggi a livello regionale |                           |                                         |         |       |  |  |  |  |  |
| Data: 7 maggio 1972                                                            |                           |                                         |         |       |  |  |  |  |  |
| Fonte: Ministero dell'interno                                                  |                           |                                         |         |       |  |  |  |  |  |

### VII legislatura
|                                                                                | Liliana Castelli Minelli    | Democrazia Cristiana                    | 33 904 | 36,31 |  |  |  |  |  |
|                                                                                | Girolamo Federici ✔️ Eletto | Partito Comunista Italiano              | 30 944 | 33,14 |  |  |  |  |  |
|                                                                                | Giuseppe Mazzariol          | Partito Socialista Italiano             | 10 477 | 11,22 |  |  |  |  |  |
|                                                                                | Ugo La Malfa                | Partito Repubblicano Italiano           | 5 436  | 5,82  |  |  |  |  |  |
|                                                                                | Giovanni Lanfrè             | Movimento Sociale Italiano              | 4 791  | 5,13  |  |  |  |  |  |
|                                                                                | Gerardo Mongiello           | Partito Socialista Democratico Italiano | 3 670  | 3,93  |  |  |  |  |  |
|                                                                                | Augusto Premoli             | Partito Liberale Italiano               | 2 507  | 2,68  |  |  |  |  |  |
|                                                                                | Giovanni Brass              | Partito Radicale                        | 1 565  | 1,68  |  |  |  |  |  |
|                                                                                | Sergio Mazza                | Nuovo Partito Popolare                  | 79     | 0,08  |  |  |  |  |  |
| Totale                                                                         | Totale                      | Totale                                  | 93 373 | 100   |  |  |  |  |  |
|                                                                                |                             |                                         |        |       |  |  |  |  |  |
| Voti non validi                                                                | Voti non validi             | Voti non validi                         | 2 440  | 2,55  |  |  |  |  |  |
| Votanti                                                                        | Votanti                     | Votanti                                 | 95 813 | 96,34 |  |  |  |  |  |
| Elettori                                                                       | Elettori                    | Elettori                                | 99 457 |       |  |  |  |  |  |
|                                                                                |                             |                                         |        |       |  |  |  |  |  |
| Nota: quorum del 65% non raggiunto; ripartizione dei seggi a livello regionale |                             |                                         |        |       |  |  |  |  |  |
| Data: 20 giugno 1976                                                           |                             |                                         |        |       |  |  |  |  |  |
| Fonte: Ministero dell'interno                                                  |                             |                                         |        |       |  |  |  |  |  |

### VIII legislatura
|                                                                                | G. Ceci               | Democrazia Cristiana                         | 31 836 | 36,19 |  |  |  |  |  |
|                                                                                | Rino Serri ✔️ Eletto  | Partito Comunista Italiano                   | 26 892 | 30,57 |  |  |  |  |  |
|                                                                                | Giannantonio Paladini | Partito Socialista Italiano                  | 8 932  | 10,15 |  |  |  |  |  |
|                                                                                | Antonio Casellati     | Partito Repubblicano Italiano                | 4 372  | 4,97  |  |  |  |  |  |
|                                                                                | Mauro Mellini         | Partito Radicale - Nuova Sinistra Unita      | 4 050  | 4,60  |  |  |  |  |  |
|                                                                                | V. Lastella           | Partito Socialista Democratico Italiano      | 4 024  | 4,57  |  |  |  |  |  |
|                                                                                | Augusto Premoli       | Partito Liberale Italiano                    | 3 759  | 4,27  |  |  |  |  |  |
|                                                                                | G. Forner             | Movimento Sociale Italiano                   | 3 667  | 4,17  |  |  |  |  |  |
|                                                                                | F. Baglioni           | Costituente di Destra - Democrazia Nazionale | 434    | 0,49  |  |  |  |  |  |
| Totale                                                                         | Totale                | Totale                                       | 87 966 | 100   |  |  |  |  |  |
|                                                                                |                       |                                              |        |       |  |  |  |  |  |
| Voti non validi                                                                | Voti non validi       | Voti non validi                              | 3 973  | 4,32  |  |  |  |  |  |
| Votanti                                                                        | Votanti               | Votanti                                      | 91 939 | 92,94 |  |  |  |  |  |
| Elettori                                                                       | Elettori              | Elettori                                     | 98 922 |       |  |  |  |  |  |
|                                                                                |                       |                                              |        |       |  |  |  |  |  |
| Nota: quorum del 65% non raggiunto; ripartizione dei seggi a livello regionale |                       |                                              |        |       |  |  |  |  |  |
| Data: 3 giugno 1979                                                            |                       |                                              |        |       |  |  |  |  |  |
| Fonte: Ministero dell'interno                                                  |                       |                                              |        |       |  |  |  |  |  |

### IX legislatura
|                                                                                | Franca Ongaro ✔️ Eletta       | Partito Comunista Italiano              | 24 094 | 29,95 |  |  |  |  |  |
|                                                                                | Giuliano Bruscagnini          | Democrazia Cristiana                    | 22 821 | 28,37 |  |  |  |  |  |
|                                                                                | Gianfranco Pontel             | Partito Socialista Italiano             | 8 619  | 10,71 |  |  |  |  |  |
|                                                                                | Rodolfo Pallucchini           | Partito Repubblicano Italiano           | 5 657  | 7,03  |  |  |  |  |  |
|                                                                                | Piergiorgio Gradari ✔️ Eletto | Movimento Sociale Italiano              | 4 769  | 5,93  |  |  |  |  |  |
|                                                                                | Antonio Pognici               | Partito Liberale Italiano               | 4 078  | 5,07  |  |  |  |  |  |
|                                                                                | Noè Cinti                     | Partito Nazionale Pensionati            | 2 732  | 3,40  |  |  |  |  |  |
|                                                                                | Giovanni Puppin               | Partito Socialista Democratico Italiano | 2 526  | 3,14  |  |  |  |  |  |
|                                                                                | Alessandro Tessari            | Partito Radicale                        | 2 425  | 3,01  |  |  |  |  |  |
|                                                                                | Willy Ferro                   | Democrazia Proletaria                   | 1 424  | 1,77  |  |  |  |  |  |
|                                                                                | Luigi Trebbi                  | Liga Veneta                             | 1 199  | 1,49  |  |  |  |  |  |
|                                                                                | Giuseppe Dolfin               | Lista per Trieste                       | 105    | 0,13  |  |  |  |  |  |
| Totale                                                                         | Totale                        | Totale                                  | 80 449 | 100   |  |  |  |  |  |
|                                                                                |                               |                                         |        |       |  |  |  |  |  |
| Voti non validi                                                                | Voti non validi               | Voti non validi                         | 5 413  | 6,30  |  |  |  |  |  |
| Votanti                                                                        | Votanti                       | Votanti                                 | 85 862 | 89,99 |  |  |  |  |  |
| Elettori                                                                       | Elettori                      | Elettori                                | 95 408 |       |  |  |  |  |  |
|                                                                                |                               |                                         |        |       |  |  |  |  |  |
| Nota: quorum del 65% non raggiunto; ripartizione dei seggi a livello regionale |                               |                                         |        |       |  |  |  |  |  |
| Data: 26 giugno 1983                                                           |                               |                                         |        |       |  |  |  |  |  |
| Fonte: Ministero dell'interno                                                  |                               |                                         |        |       |  |  |  |  |  |

### X legislatura
|                                                                                | Uto Ughi                      | Democrazia Cristiana                    | 22 725 | 29,44 |  |  |  |  |  |
|                                                                                | Franca Ongaro ✔️ Eletta       | Partito Comunista Italiano              | 20 992 | 27,20 |  |  |  |  |  |
|                                                                                | G. Cesari                     | Partito Socialista Italiano             | 9 898  | 12,82 |  |  |  |  |  |
|                                                                                | Giuseppe Rosa Salva           | Lista Verde                             | 4 572  | 5,92  |  |  |  |  |  |
|                                                                                | Piergiorgio Gradari ✔️ Eletto | Movimento Sociale Italiano              | 4 442  | 5,76  |  |  |  |  |  |
|                                                                                | Antonio Casellati             | Partito Repubblicano Italiano           | 3 510  | 4,55  |  |  |  |  |  |
|                                                                                | Mario Stefani                 | Partito Radicale                        | 2 621  | 3,40  |  |  |  |  |  |
|                                                                                | Antonio Pognici               | Partito Liberale Italiano               | 2 402  | 3,11  |  |  |  |  |  |
|                                                                                | L. Gasparetto                 | Liga Veneta-Pensionati Uniti            | 2 161  | 2,80  |  |  |  |  |  |
|                                                                                | E. Cucciniello                | Partito Socialista Democratico Italiano | 1 887  | 2,44  |  |  |  |  |  |
|                                                                                | Willy Ferro                   | Democrazia Proletaria                   | 1 826  | 2,37  |  |  |  |  |  |
|                                                                                | E. Gardossi                   | Alleanza Popolare Pensionati            | 142    | 0,18  |  |  |  |  |  |
| Totale                                                                         | Totale                        | Totale                                  | 77 178 | 100   |  |  |  |  |  |
|                                                                                |                               |                                         |        |       |  |  |  |  |  |
| Voti non validi                                                                | Voti non validi               | Voti non validi                         | 4 064  | 5,00  |  |  |  |  |  |
| Votanti                                                                        | Votanti                       | Votanti                                 | 81 242 | 88,87 |  |  |  |  |  |
| Elettori                                                                       | Elettori                      | Elettori                                | 91 419 |       |  |  |  |  |  |
|                                                                                |                               |                                         |        |       |  |  |  |  |  |
| Nota: quorum del 65% non raggiunto; ripartizione dei seggi a livello regionale |                               |                                         |        |       |  |  |  |  |  |
| Data: 14 giugno 1987                                                           |                               |                                         |        |       |  |  |  |  |  |
| Fonte: Ministero dell'interno                                                  |                               |                                         |        |       |  |  |  |  |  |

### XI legislatura
|                                                                                | Luigi D'Elia            | Democrazia Cristiana                    | 15 172 | 20,90 |  |  |  |  |  |
|                                                                                | Paolo Peruzza           | Partito Democratico della Sinistra      | 11 598 | 15,98 |  |  |  |  |  |
|                                                                                | Luciano Gasperini       | Lega Lombarda                           | 8 470  | 11,67 |  |  |  |  |  |
|                                                                                | Renato Brunetta         | Partito Socialista Italiano             | 7 876  | 10,85 |  |  |  |  |  |
|                                                                                | Lucio Manisco ✔️ Eletto | Partito della Rifondazione Comunista    | 6 575  | 9,06  |  |  |  |  |  |
|                                                                                | Andreina Zitelli        | Partito Repubblicano Italiano           | 4 675  | 6,44  |  |  |  |  |  |
|                                                                                | Stefano Boato           | Federazione dei Verdi                   | 4 239  | 5,84  |  |  |  |  |  |
|                                                                                | Piergiorgio Gradari     | Movimento Sociale Italiano              | 3 659  | 5,04  |  |  |  |  |  |
|                                                                                | Tito Stival             | Partito Liberale Italiano               | 2 486  | 3,43  |  |  |  |  |  |
|                                                                                | Gianni Biscontin        | Lega Autonomia Veneta                   | 2 048  | 2,82  |  |  |  |  |  |
|                                                                                | Franco Mocellin         | Sì Referendum                           | 1 387  | 1,91  |  |  |  |  |  |
|                                                                                | Maria Cerami            | Partito Pensionati                      | 1 262  | 1,74  |  |  |  |  |  |
|                                                                                | Enzo Cuccinello         | Partito Socialista Democratico Italiano | 1 027  | 1,41  |  |  |  |  |  |
|                                                                                | Roberto Boschi          | Verdi Federalisti                       | 859    | 1,18  |  |  |  |  |  |
|                                                                                | Maurizio Tosetto        | Movimento Veneto Regione Autonoma       | 403    | 0,56  |  |  |  |  |  |
|                                                                                | Arnaldo Busetto         | Caccia Pesca Ambiente                   | 385    | 0,53  |  |  |  |  |  |
|                                                                                | Oreste Cagnato          | Union Veneto                            | 371    | 0,51  |  |  |  |  |  |
|                                                                                | Sebastiano Baggio       | Federalismo - Pensionati Uomini Vivi    | 91     | 0,13  |  |  |  |  |  |
| Totale                                                                         | Totale                  | Totale                                  | 72 583 | 100   |  |  |  |  |  |
|                                                                                |                         |                                         |        |       |  |  |  |  |  |
| Voti non validi                                                                | Voti non validi         | Voti non validi                         | 3 923  | 5,13  |  |  |  |  |  |
| Votanti                                                                        | Votanti                 | Votanti                                 | 76 506 | 86,55 |  |  |  |  |  |
| Elettori                                                                       | Elettori                | Elettori                                | 88 391 |       |  |  |  |  |  |
|                                                                                |                         |                                         |        |       |  |  |  |  |  |
| Nota: quorum del 65% non raggiunto; ripartizione dei seggi a livello regionale |                         |                                         |        |       |  |  |  |  |  |
| Data: 5 aprile 1992                                                            |                         |                                         |        |       |  |  |  |  |  |
| Fonte: Ministero dell'interno                                                  |                         |                                         |        |       |  |  |  |  |  |